# Kosmorama (Rotterdam)
Kosmorama was een bioscoop in Rotterdam.
Over het theater is vrij weinig bekend. Op zondag 10 september 1911 opende Jean Lupescu (geb. 1878) deze bioscoop aan de Hoogstraat 357. Later, in 1915, zou hij ook nog bioscoop Union aan de Binnenweg 94 exploiteren. De opening van Kosmorama maakte deel uit van een snelle toename van bioscopen in Rotterdam, in het bijzonder in de Hoogstraat. In 1911 openden in deze straat behalve Kosmorama ook de Américain Bioscope en Scala, gevolgd door Imperial en Thalia in 1912, Hollandia (1913) en Tivoli (1914). Kortom: Rotterdammers zagen in en om de Hoogstraat een ware bioscoopkoorts uitbreken. In 1918 nam Aron Chermoek de bioscoop over totdat deze in 1920 sluit.